# Alberto Valdiri
Alberto Valdiri (Bogotá, 14 de agosto de 1959 - Ibidem, 20 de diciembre de 2014) fue un actor colombiano que participó en varias series de televisión, telenovelas, más de 20 películas, obras teatrales, cortometrajes, entre otras. Es reconocido por haber participado en producciones tan famosas como Yo soy Betty, la fea, Francisco el Matemático, La hija del mariachi, Doña Bárbara, Dr. Mata, El fiscal y Todos quieren con Marilyn.
Falleció el 20 de diciembre de 2014 de un ataque cardíaco a los 55 años.

## Filmografía

### Televisión
- Un sueño llamado salsa (2014) — Frank.
- Dr. Mata (2014) — Alejandro Orozco.
- La playita (2014) — Señor Rocha.
- Infiltrados (2011).
- Confidencial (2011).
- La Pola (2010-2011) — Pascual Enrile Acedo.
- Ojo por ojo (2010) — Doctor Méndez.
- Las muñecas de la mafia (2009-2010) — Horacio Rojas "El Piloto".
- Galileo Galilei, el arte de la ciencia — Galileo Galilei.[3]
- Doña Bárbara (2008) — Francisco Mujica "Mujiquita".
- Las profesionales, a su servicio (2006 - 2007).
- La hija del mariachi (2006-2008) — Capitán Gregorio Bernal.
- Amores cruzados (2006) — Jorge Márquez.
- La Tormenta (2005-2006) — Manolo.
- Todos quieren con Marilyn (2004-2005) — Agustín Franco.
- La costeña y el cachaco (2003-2004) — Ingeniero José Ignacio "Nacho" López.
- Francisco el Matemático (2001 - 2004) — Ernesto Ordóñez.
- Pobre Pablo (2000-2002) — Salomón Agudelo.
- Yo soy Betty, la fea (1999 - 2001) — Gordito González.
- Adónde va Soledad (2000-2001) — Demetrio Rotundo.
- Brujeres (2000).
- El fiscal (1999) — Enrique Toledo.
- Cazados (1996) — Mauricio.
- Conjunto cerrado (1996) — Pío Quinto.
- La sombra del deseo (1995-1996) — Profesor Marcos Aguaseco.
- Pecado santo (1995).
- Apartamento de soltera (1994)-
- Mambo (1994) — Zamora.
- Crónicas de una generación trágica (1993) — Louis Derriege.
- La potra Zaina (1993) — Claudio.
- Laura... por favor (1990).
- Azúcar (1989-1991) — Santiago Solaz.
- Zarabanda (1989).
- El segundo enemigo (1988-1989) — Godín[4]
- San Tropel (1987-1988) — Padre Guillermo.

## Reality
- Protagonista de novela 3 (2004) — Jurado.

## Cine
- La pasión de Gabriel (2009).
- Nochebuena (2008) — Álvaro.
- Buscando a Miguel (2007) — Moisés.
- El trato (2005).
- La gente honrada (2005).
- Cuando vuelvas de tus muertes (cortometraje) (2001).
- La cama cinco (cortometraje) (2000).

## Teatro
- El ángel de la gasolinera.
- Las burguesas de la calle menor.
- La secreta obscenidad.
- La siempreviva, el usurero.

## Premio

### Premio India Catalina
| Año  | Categoría                       | Telenovela o serie | Resultado |
| ---- | ------------------------------- | ------------------ | --------- |
| 2015 | Mejor actor de reparto de serie | Dr. Mata           | Ganador   |